# Мартинес, Вильям
Ви́льям Па́бло Марти́нес (исп. William Pablo Martínez; 13 января 1928, Пуэбло-Виктория — 28 декабря 1997) — уругвайский футболист, защитник сборной Уругвая и клубов «Расинг», «Рампла Хуниорс» и «Пеньяроль» из Монтевидео и колумбийского «Атлетико Хуниор» из Барранкильи, играющий тренер клубов «Феникс» и «Сентраль Эспаньол» из Монтевидео. Чемпион мира 1950 года. Чемпион Южной Америки 1956 года.

## Карьера

### Клубная
Воспитанник футбольных школ клубов «Спортиво Альба» и «Насьональ». Профессиональную карьеру начал в 1947 году в клубе «Расинг» из Монтевидео (по другим данным, профессиональную карьеру начал годом ранее в «Насьонале»), в 1948 году перешёл в другой клуб из Монтевидео «Рампла Хуниорс», за который выступал до 1954 года.
В 1955 году перешёл в один из сильнейших уругвайских клубов «Пеньяроль» из Монтевидео, в составе которого выступал до 1962 года, став за это время вместе с командой пять раз чемпионом Уругвая, два раза обладателем Кубка Либертадорес, по разу — финалистом Кубка Либертадорес и обладателем Межконтинентального кубка.
В 1963 году вернулся в «Рамплу Хуниорс», за которую играл до 1967 года, после чего переехал в Колумбию в клуб «Атлетико Хуниор» из Барранкильи, однако, уже в 1968 году снова вернулся в «Рамплу». В следующем году перешёл в качестве играющего тренера в клуб «Феникс», а в 1970 году стал играющим тренером в «Сентраль Эспаньола» из Монтевидео, где в том же году и завершил карьеру.

### В сборной
В составе главной национальной сборной Уругвая дебютировал 7 апреля 1950 года в матче против сборной Чили в Сантьяго, а последний матч сыграл 30 мая 1965 года против сборной Венесуэлы в Каракасе, всего за сборную сыграл 54 матча и забил два мяча: 23 мая 1954 года в Лозанне в товарищеском матче со сборной Швейцарии и 28 июля 1957 года в Монтевидео в отборочном матче к чемпионату мира 1958 года против сборной Парагвая.
В 1950 году в составе сборной стал чемпионом мира, однако не сыграл ни одного матча. В 1953 году стал бронзовым призёром чемпионата Южной Америки розыгрыша 1953 года, в котором принял участие во всех шести матчах команды. В 1954 году снова принял участие в чемпионате мира, где Уругвай занял четвёртое место, Вильям принял участие в пяти матчах, а в матче 1/2 финала против сборной Венгрии был капитаном команды.
На следующий год уругвайцы снова заняли четвёртое место, на этот раз в чемпионате Южной Америки 1955 года, на котором Вильям сыграл в трёх матчах. Но уже через год сборная Уругвая одержала победу в чемпионате Южной Америки, а Мартинес принял участие во всех пяти матчах команды в розыгрыше 1956 года.
На ставшем в итоге последним в карьере чемпионате Южной Америки 1-го розыгрыша 1959 года снова принял участие во всех шести матчах команды на турнире, однако, в этот раз уругвайцы заняли только шестое место, а в победном 2-м розыгрыше 1959 года Вильям уже участия не принимал. В 1962 году в составе команды последний раз принял участие в финальной части чемпионата мира, однако не сыграл ни одного матча в этом турнире.

## Достижения

### Командные
Чемпион мира:
- 1950

4-е место на чемпионате мира:
- 1954

Чемпион Южной Америки:
- 1956

Чемпион Уругвая: (5)
- 1958, 1959, 1960, 1961, 1962 (все с «Пеньяролем»)

Обладатель Кубка Либертадорес: (2)
- 1960, 1961 (оба с «Пеньяролем»)

Финалист Кубка Либертадорес:
- 1962 («Пеньяроль»)

Обладатель Межконтинентального кубка:
- 1961 («Пеньяроль»)